# Нехен (ном)

Чотири сини Гора (зліва направо): Імсеті, Дуамутеф, Хапі, Квебехсенуф

Нехен — у давнину III септ (ном) Верхнього Єгипту. Грецька назва — Латополіський ном.

## Історія
Давньоєгипетську назву септу пов'язують з існуванням там найдавнішого храму бога з головою сокола Гора, що зробило стародавню столицю септу, місто Нехен, культовим і політичним центром Верхнього Єгипту кінця додинастичної доби та часів перших династій. Культ Гора (як і богині Нехбет) пов'язується зі стародавнім тотемним покровителем території септу — самицею шуліки (чи сокола). Окрім Гора й Нехбет до місцевого пантеону входили бог Хнум і Чотири сини Гора.
За часів Першого перехідного періоду столицею септу стало місто Хефат (Пер-Хефа) (сучасна локалізація — поблизу з поселенням Ель-Міалла (Ель-Моалла), виявлено тільки некрополь міста на східному березі Нілу). За XII династії адміністративний центр септу було перенесено до міста Нехеб (Ехнаб) — культовий центр богині Нехбет (сучасна локалізація — поселення Ель-Каб на східному березі Нілу).